# Formosa, Goiás
Formosa este un oraș în Goiás (GO), Brazilia.